# سبکوس
سبکوس (نام علمی: Sebecus) نام یک سرده از رده خزندگان است.